# 陈卓 (南宋)
陈卓（1166年—1252年）。字立道，浙江鄞县人，南宋大臣。

## 生平
远祖籍福建莆田县崇业乡孝义里（今属涵江区）。自祖父陈膏，徙居明州（今浙江宁波），与四明汪氏联姻。南宋乾道三年（1167年），生于鄞县。父陈居仁，母王氏，家中排行第五。
南宋绍熙元年（1190年），考中余复榜进士。庆元二年（1196年），任宣教郎、余姚县知县。庆元三年（1197年）六月，丁父忧回四明守孝。后任江州知府，转任宁国府知府。早年曾与史弥远相熟，但从政后理念多有不和。嘉定十一年（1218年）春，李全率部下归顺朝廷，朝廷诏为京东路总管。宝庆三年（1227年）五月，李全叛变，用青州投降蒙古。陈卓被任命为签书枢密院事，负责起草褫夺李全爵位的诏书，诏书写得很感人，诏书到了淮地，百姓们都自相勉励。 
嘉定十七年（1224年），宋宁宗去世，史弥远自此掌权，陈卓与史弥远政见不和。端平二年，曾入朝任参知政事。绍定年间（1228年-1233年），陈卓任吏部尚书，同签书枢密院事，因与史弥远在政见上相悖，没法留在朝中，于是请求致仕。以资政殿学士回乡，宋理宗赠金紫光禄大夫、太师、开国伯。
陈卓回乡后，不营产业，以教书为业，筑世纶堂，闲居十六年。淳祐十二年（1252年），逝世，享年八十六岁。因家中贫寒，居然不能下葬。朝中的吴潜听说后，还特别写信帮助办理丧事。多年后，朝廷赐谥清敏。

## 家庭
- 原配夫人林氏，有二子
- 长子 陈允修，字谨仲，历任福州通判、知江阴军，朝议大夫。陈允修立太常寺少卿陈炜的次子陈定孙为嗣。陈定孙为南宋词人。
- 次子 陈允坚。